# Kalmouk
Cet article concerne la langue kalmouke. Pour le peuple kalmouk, voir Kalmouks.
Le kalmouk (хальмг келн, khalmg kelen), ou plus précisément l’Oïrat Kalmyk (Хальмг Өөрдин келн, Khalmg Öördin keln [xälʲmə́k ɵːrd̥íɴ kʰelə́ɴ]), est une langue mongolique et appartient au groupe des dialectes oïrates. Comme toutes les langues mongoliques, c'est une langue agglutinante. 
Le kalmouk est la langue officielle de la République de Kalmoukie, appartenant à la fédération de Russie et compte 154 000 locuteurs. Elle est également parlée en République populaire de Chine, dans les régions de culture oïrat (notamment en région autonome ouïghoure du Xinjiang et dans les provinces du Qinghai et Gansu), ainsi qu'à l'ouest de la Mongolie.

## Histoire
Le kalmouk a quelques éléments en commun avec les langues ouraliennes et l'ouïghour, étant à l'origine parlé en Dzoungarie par des tribus oïrates, qui assimilèrent des tribus ougriennes et turques au cours de leur expansion vers l'ouest.
La tradition littéraire des Oïrats remonte au XIe siècle, au moment où l'écriture mongole ouïghoure (mongol bitchig) fut adaptée de l'alphabet ouïghour par Tata Tonga, à la demande de Gengis Khan. L'alphabet aujourd'hui officiel, appelé todo bitchig (« écriture claire »), fut créé au XVIIe siècle par un moine bouddhiste nommé Zaya Pandita, au sein du Khanat dzoungar, qui couvraient notamment les actuelles préfecture autonome mongole de Bayin'gholin, préfecture autonome mongole de Börtala  dont la capitale était située dans l'actuelle Préfecture autonome kazakhe d'Ili, tous trois dans la région autonome du Xinjiang, en Chine. La langue de ces documents est appelée l'oïrate littéraire.
Le précurseur de l'étude universitaire du kalmouk est le mongoliste Alexandre Popov. Le kalmouk s'écrit, en Union soviétique, depuis 1923 en alphabet cyrillique, malgré une interruption de 1931 à 1938 au cours de laquelle on a utilisé l'alphabet latin. Il s'écrit toujours en todo bichig dans les régions oïrat de Chine (notamment au Xinjiang et dans la province du Qinghai). 
À l'époque soviétique, durant laquelle les Kalmouks souffrirent de la guerre civile russe et de la politique d'épuration ethnique menée par Staline (décret du Présidium du soviet suprême de l'URSS du 27 décembre 1943), le russe devint la première langue officielle de Kalmoukie. Entre 1963 et 1993, l'enseignement en langue kalmouke fut interrompu, ce qui explique que beaucoup de Kalmouks ne parlent plus leur langue d'origine. De plus, depuis les années 1920, la langue kalmouke intègre de nombreux mots, et du vocabulaire, issus de la langue russe. Cependant, des communautés isolées, très rurales, continuent à parler divers dialectes avec des variantes du kalmouk, presque vierges des apports de la langue russe. Mais ces groupes de locuteurs, souvent nomades, sont très minoritaires.  
Les autorités de Kalmoukie encouragent désormais l'apprentissage de la langue ; la télévision émet en russe et en kalmouk, dans une proportion de 50 % - 50 % environ.

## Une variété de l'oïrate
Le kalmouk est la seule variété de l'oïrate devenue une langue littéraire. D'autres dialectes sont parlés dans l'ouest de la Chine et en Mongolie. Le torgut est parlé essentiellement au Xinjiang, mais ce nom est aussi celui du dialecte oriental, sous la forme torguud, du kalmouk.

## Caractéristiques
Le kalmouk est fortement influencé par le russe. On conserve des documents dans cette langue remontant au XVIIe siècle. Outre la tendance à placer le verbe à la fin de la phrase, le kalmouk se caractérise par :
- la différenciation entre voyelles longues et brèves, et la préservation de l'harmonie vocalique
- l'existence de 10 cas pour la déclinaison du nom
- l'absence de la catégorie du genre
- l'absence de déclinaison des adjectifs
- les catégories verbales d'aspect, de voix, de mode, de temps, de personne et de nombre
- des emprunts au grec, à l'arabe, au sanskrit, au sogdien, à l'ouïghour et au tibétain.

Le kalmouk présente certaines différences phonétiques avec le mongol khalkha :
- aux consonnes fortes occlusives du mongol correspondent des consonnes faibles en kalmouk
- devant l'occlusive faible la voyelle s'abrège
- les voyelles labiales sont palatalisées : ü i ö.

## Alphabet

### Alphabet latin (1930-1938)[3]
| A a | B ʙ | C c | Ç ç | D d | E e | Ә ә | F f |
| G g | H h | I i | J j | K k | L l | M m | N n |
| Ꞑ ꞑ | O o | Ө ө | P p | R r | S s | Ş ş | T t |
| U u | V v | X x | Y y | Z z | Ƶ ƶ | Ь ь |     |

### Alphabet cyrillique actuel
Le kalmouk utilise actuellement une version adaptée de l'alphabet cyrillique :
| Cyrillique | API       | Translittération |  | Cyrillique | API         | Translittération |
| ---------- | --------- | ---------------- |  | ---------- | ----------- | ---------------- |
| Аа         | a         | a                |  | Оо         | ɔ           | o                |
| Әә         | ə         | ä                |  | Өө         | o           | ö                |
| Бб         | p,pʲ      | b                |  | Пп         | (pʰ), (pʰʲ) | p                |
| Вв         | w,wʲ      | v, w             |  | Рр         | r,rʲ        | r                |
| Гг         | ɡ,ɡʲ,ɢ    | g                |  | Сс         | s           | s                |
| Һһ         |           | gh               |  | Тт         | tʰ,tʰʲ      | t                |
| Дд         | t,tʲ      | d                |  | Уу         | ʊ           | u                |
| Ее         | je        | ye               |  | Үү         | u           | ü                |
| Ёё         | jɔ        | yo               |  | Фф         | (f)         | f                |
| Жж         | t͡ʃ        | zh               |  | Хх         | x,xʲ        | h                |
| Җҗ         |           | dzh, j           |  | Цц         | t͡sʰ         | ts               |
| Зз         | t͡s        | (d)z             |  | Чч         | t͡ʃʰ         | tch              |
| Ии         | i         | i                |  | Шш         | ʃ           | ch               |
| Йй         | j         | y (ï)            |  | Щщ         | (st͡ʃ)       | shch             |
| Кк         | (k), (kʲ) | k                |  | Ыы         | i           | y (ui)           |
| Лл         | ɮ,ɮʲ      | l                |  | Ьь         | ʲ           | '                |
| Мм         | m,mʲ      | m                |  | Ээ         | e           | e (è)            |
| Нн         | n,nʲ      | n                |  | Юю         | jʊ          | you              |
| Ңң         |           | ng               |  | Яя         | ja          | ya               |